# Fred vom Jupiter
Fred vom Jupiter ist ein Lied aus dem Jahr 1981 und wird der Neuen Deutschen Welle zugeordnet. Gesungen wurde der Titel von Andreas Dorau und dem Kinderchor „Die Marinas“ (Die Doraus & Die Marinas).

## Entstehung
Der Song entstand während einer Projektwoche („Wie entsteht ein Pop-Titel“) an der Otto-Hahn-Gesamtschule in Hamburg-Jenfeld. Der Musiklehrer Jürgen Kreffter betreute dieses Projekt. Der damals 16-jährige Andreas Dorau brachte zu diesem Projekt die Musik mit, die Schülerinnen Natalia Munoz Valderrama, Nicole Kahl und Birgit Masur schrieben den Text. Andreas Dorau hatte das Lied als eigenes Werk an eine Plattenfirma verkauft, musste jedoch später die Einkünfte aus der Vermarktung mit den anderen Beteiligten teilen. Laut dem Label der damaligen Single-Veröffentlichung, einer Ata-Tak-Produktion, stammt der Titel aus der Feder von Dorau, Olaf Maureschat und Kreffter; Kreffter wurde auf dem Cover nicht erwähnt. Musikalische Leitung des Projekts hatte danach Andreas Dorau. Das Coverdesign stammt von den Ata-Tak-Designern Moritz R® und Eberhardt Steinkrüger.
Der Song befindet sich auf Andreas Doraus Album Blumen und Narzissen. Die Single, 1981 von Telefunken mit der B-Seite Auch die Heimat ist nicht mehr schön (Musik und Text: Dorau/Fenstermacher) veröffentlicht, erreichte Platz 21 in den deutschen Singlecharts und verkaufte sich über 200.000 Mal. In Österreich stieg sie auf der Höchstposition Platz 13 ein und blieb vier Wochen in der Hitparade. Auch in Großbritannien wurde der Song am 1. März 1982 auf dem innovativen Independent-Label Mute veröffentlicht, das damals auch die ebenfalls bei Ata Tak produzierten Singles der Deutsch-Amerikanischen Freundschaft veröffentlichte. Die Songtitel wurden zwar auf Cover und Label ins Englische übersetzt (Fred from Jupiter und Even Home Is Not Nice Anymore), die Tracks sind jedoch dieselben wie auf der deutschen Single.
Die „Marinas“ sind Claudia Flohr (damals 13 Jahre alt), Michelle Milewski (damals 14), Dagmar Petersen (damals 13), Isabelle Spelly (damals 11) und Kristine Süßmilch (damals 12).

## Liedtext
Der Text handelt von einem als „sehr attraktiv und auch sehr muskulös“ beschriebenen außerirdischen Charmeur vom Jupiter, der auf der Erde landet, weil ihm der Treibstoff ausgeht. Dort bezirzt er alle Frauen, wird aber letztlich durch die Eifersucht der irdischen Männer veranlasst, wieder zu verschwinden. Die Frauen sind daraufhin traurig, aber Fred schwört, wieder zurückzukommen.
Refrain:
„Fred vom Jupiter // Fred vom Jupiter // der Traum aller Frauen, // Du machst mich schwach.
Fred vom Jupiter // Fred vom Jupiter // bleib für immer hier, // geh doch nicht fort.“
Auf der B-Seite der Single ist das themenverwandte Stück Auch die Heimat ist nicht mehr schön, wo die Geschichte des Fred vom Jupiter quasi fortgesetzt wird.
Fred vom Jupiter ist auch der Titel eines Neue-Deutsche-Welle-Trash-Oper-Musicals von Wolfgang Adenberg.

## Coverversionen und bekannte Parodien
- Welle: Erdball – Fred vom Jupiter
- Tanzdiebe – Fred vom Jupiter (Dance-Remake)[5]
- Space Marina – Fred vom Jupiter (Dance-Remake)
- Fischmob – Tut mir leid (sampelt die ersten Zeilen)
- Mandy & Randy – Jump (Melodie basiert auf Fred vom Jupiter)
- Jürgen von der Lippe – Lars vom Mars (Titel offensichtlich angelehnt an Fred vom Jupiter)
- Sumatic – Fred vom Jupiter (auf dem Album Dreiklangsdimensionen Stufe 1)
- Boppin B. – Fred vom Jupiter (aus Hits – erschienen 1994)
- The Dust of Basement – Fred vom Jupiter (aus Five become Two – erschienen 2002)
- Marlene Jaschke – Fred vom Jupiter
- Digette – Fred From Jupiter (1984)